# Karina - Hjemme og i byen (nr. 3)
Karina - Hjemme og i byen (nr. 3) er en dansk dokumentarfilm fra 1979 instrueret af Peter Jürgensen, Hans Skov Jürgensen og Jesper Glatved efter disses eget manuskript.
Filmen er den første af en serie på fire film; de øvrige tre er Karina - Morgen i huset  (nr. 1), Karina - Dagens arbejde (nr. 2) og Karina - Pligter og leg (nr. 4).

## Handling
Karina er en tre år gammel pige, som bor i højlandet i det sydamerikanske land Ecuador. De fire film fortæller på en enkel måde om dagligdagen, som den former sig for pigen og hendes familie. Filmene kommer ind på emner som boligforhold, påklædning, familiens sociale liv, arbejdet på markerne og derhjemme, forholdet mellem byen og landet, sanitære forhold mm. En speaker supplerer fyldigt, hvad der ses på billederne i filmene. Filmene henvender sig til børnehavebørn og til børn i de første skoleklasser. I denne tredje film ser man Karinas far, der engang imellem arbejder på væveriet i byen. Da han tager afsted, ser man hvordan resten af familien ordner morgentoilette. Senere går familien til søen for at vaske tøj - og Karina bliver vasket i en balje vand, der står midt på gårdspladsen. Sammen med bedsteforældrene tager hun til byen, hvor de handler på markedet.